# Chérigné
Chérigné ist eine französische Gemeinde mit 133 Einwohnern (Stand: 1. Januar 2022) im Département Deux-Sèvres in der Region Nouvelle-Aquitaine (vor 2016 Poitou-Charentes). Sie gehört zum Arrondissement Niort und zum Kanton Mignon-et-Boutonne. 

## Geographie
Chérigné liegt etwa 38 Kilometer südöstlich von Niort. Umgeben wird Chérigné von den Nachbargemeinden Lusseray im Norden, Luché-sur-Brioux im Norden und Nordosten, Fontenille-Saint-Martin-d’Entraigues im Osten, Paizay-le-Chapt im Süden, Asnières-en-Poitou im Südwesten und Westen sowie Brioux-sur-Boutonne im Nordwesten.

## Bevölkerungsentwicklung

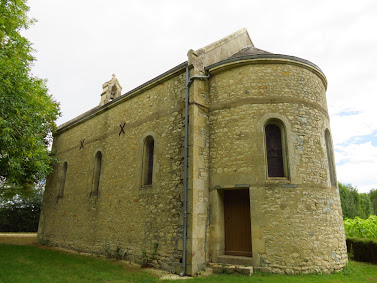
Kirche St. Vinzenz

| Jahr                       | 1962 | 1968 | 1975 | 1982 | 1990 | 1999 | 2006 | 2019 |
| Einwohner                  | 229  | 222  | 184  | 159  | 161  | 150  | 137  | 135  |
| Quellen: Cassini und INSEE |      |      |      |      |      |      |      |      |

## Sehenswürdigkeiten
- Kirche Saint-Vincent